# Dasylophus superciliosus
Dasylophus superciliosus là một loài chim trong họ Cuculidae.

## Tham khảo

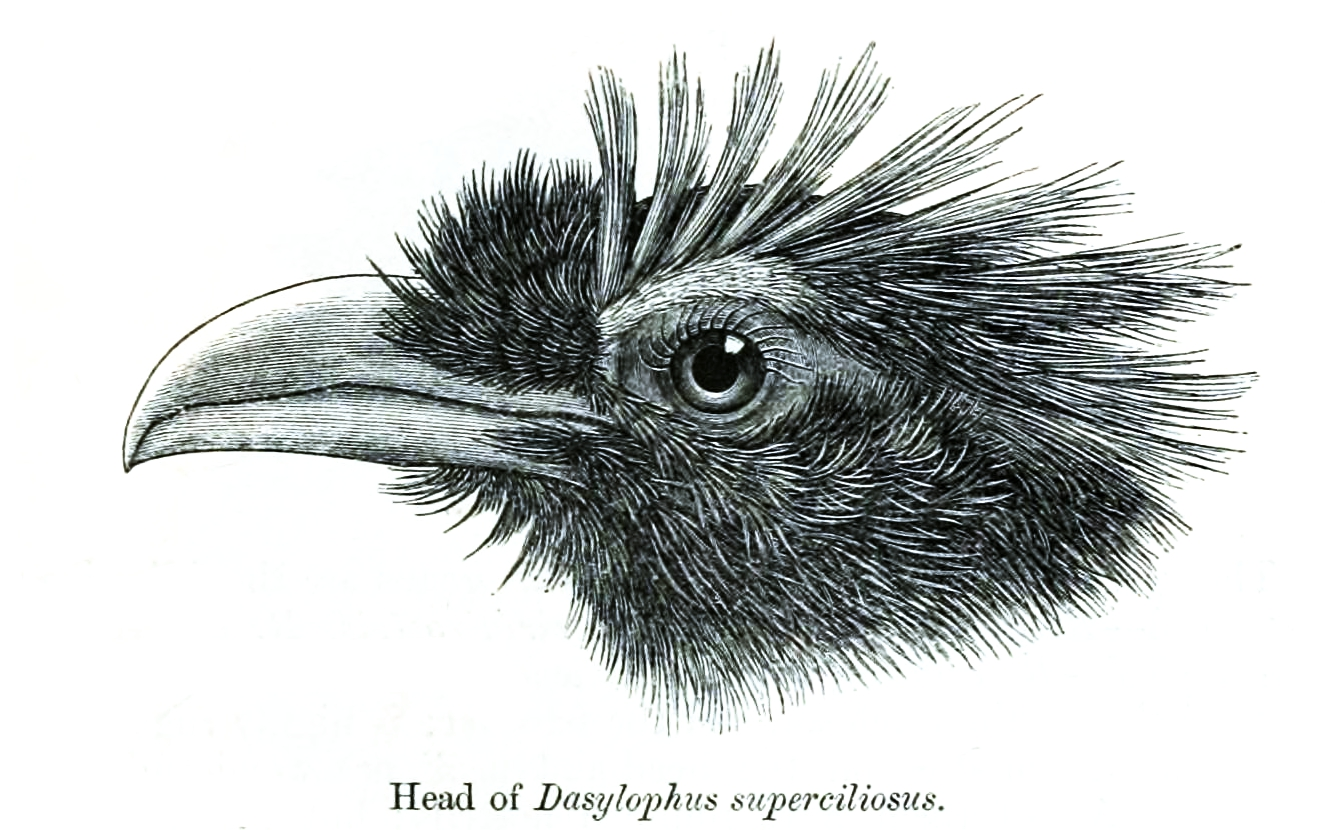
Head feather pattern